# شهر (فیلم ۱۹۹۴)
«شهر» (انگلیسی: The City) یک فیلم است که در سال ۱۹۹۴ منتشر شد.